# Wille Mäkelä
Wille Mäkelä (n. 2 martie 1974, Hyvinkää, Uusimaa Province⁠(d), Finlanda) este un jucător de curl ce a reprezentat Finlanda, medaliat olimpic. A participat la 2 ediții ale Jocurilor Olimpice (2002, 2006) în care a câștigat o medalie de argint.